# Josefines bondegård
Josefines bondegård er en dansk dokumentarserie i 7 afsnit fra 2015, der er instrueret af Emil Langballe.

## Handling
Den 7-årige Josefine er en energisk og foretagsom pige med krudt bag i. En slags pige-udgave af Emil fra Lønneberg. Josefine bor sammen med hele sin familie; mor, far, storebrødre, storesøster, morfar og mormor på en bondegård i Ryslinge på Fyn. Familien vil gerne være 100 % selvforsynende og derfor oplever Josefine meget, som andre børn ikke oplever. Der skal laves mudderpøl til de nye smågrise, den nyfødte ged skal have sutteflaske og kaninerne skal slagtes. Livet blandt dyrene på bondegården er fuld af spændende oplevelser, og Josefine møder hverdagen med liv og død med åben pande og lyst sind. Hver dag byder på nye eventyr, imens seerne lærer hvor maden kommer fra.

## Afsnit
| # | Titel            | Første sendedag |
| --- | ---------------- | --------------- |
| 1 | "Grisebasserne"  | 2015            |
| Josefines mor og far vil udvide bestanden med små grise, og Josefine får lov til at få ansvaret for sin egen lille gris, hvis hun vel at mærke passer ordentligt på den. |                  |                 |
| 2 | "Gederne"        | 2015            |
| Josefines søster Catrine skal snart konfirmeres, og familien gør klar til at sige farvel til den gamle ged Taylor Swift, for den skal nemlig slagtes, så de kan spise den til konfirmationen. Samtidig føder geden Tjili tre små gedekid, men da hun pludselig ikke giver dem mad nok, skal Josefine give dem sutteflaske.                                                                                       |                  |                 |
| 3 | "Kaninerne"      | 2015            |
| Kaninerne har født små nuttede unger, og det er Josefines opgave at passe på dem. Samtidig har de har fået alt for mange store kaniner på gården, og Josefine skal hjælpe sin far med slagte én af dem, så familien kan spise den til aftensmad. Og så skal Josefine starte i 1. klasse. |                  |                 |
| 4 | "Køkkenhaven"    | 2015            |
| Josefine har fået lov til at få sin helt egen køkkenhave, og hendes far hjælper hende med at hente gødning og plante grøntsager i den. Imens har morfar slagtet en hane, de skal spise til aftensmad, og han har lovet Josefine, at hun må plukke fjerene af den og være med til at rense den. |                  |                 |
| 5 | "Hundehvalpen"   | 2015            |
| Familiens gamle hund Laika trænger til en ny legekammerat, så familien tager til Jylland for at hente en lille ny hvalp, der skal med hjem og bo hos dem på gården. Og så har morfar lovet Josefine 20 kroner, hvis han må hive hendes mælketand ud med en snor. |                  |                 |
| 6 | "Griseslagtning" | 2015            |
| Grisene på gården er blevet kæmpestore, og den største af dem skal slagtes, så familien kan få medisterpølser og flæskesteg til jul. Men først skal traktoren lige laves, for Josefine er kommet til at pille ved den. Og så skal der også samles kastanjer, for Josefine vil nemlig lave kastanjedyr. |                  |                 |
| 7 | "Jul på gården"  | 2015            |
| Det er snart jul, og den frække drillenisse Soffi laver ballade om natten. Josefine gør klar til julen ved at bage julekager og skrive ønskeseddel, men selvom det snart er jul, er der stadig en masse andet at gøre på gården. Familien skal udvide bestanden med nuttede tyrekalve, som skal slagtes og blive til lækre bøffer, når de er blevet store nok. Og så er der kommet nye, små kyllinger på gården. |                  |                 |